# Poul Thymann
Poul Thymann (10. maj 1888 i Kalvehave ved Vordingborg − 12. oktober 1971 i Gentofte) var en dansk roer, der deltog i Sommer-OL 1912, hvor han sammen med de øvrige medlemmer af den danske besætning vandt bronze i firer med styrmand, udrigger.